# 조신철
조신철(趙信喆, 1795년 ~ 1839년 9월 26일)은 조선의 천주교 박해 때에 순교한 한국 천주교의 103위 성인 중에 한 사람이다. 세례명은 카롤로(Carolus)이다.

## 생애

### 성장 배경
조신철은 강원도 회양에 있는 한 이교도 집안에서 태어났다. 그는 다섯 살 때 어머니를 여의였고 그의 아버지는 모든 가산을 탕진했다. 그러자 조신철은 생계를 해결하기 위해 절에 들어가서 수 년을 지냈다.

### 베이징 왕래
어느날 그는 청나라의 베이징을 왕래하는 사신단 중 한 동지사의 마부로 들어올 것을 권유받았고, 조신철은 그 제안을 수락했다. 그때 그는 23세였다. 그는 정직하고 사심 없고 용감했으므로, 그의 동료들에게 존경받았으며, 사신단의 가장 뛰어넌 하인으로 인정받았다. 그는 북경 출장으로 번 돈의 일부로 그의 아버지과 형제들을 도왔다.
그 무렵 유진길 아우구스티노와 정하상 바오로가 그를 유심히 보고 그에게 천주교에 입교할 것을 권유했다. 조신철은 처음에는 망설였지만, 후일에는 열심한 신자가 되었다. 조신철이 베이징에 있는 동안, 그는 유진길과 정하상과 함께 베이징 주교와 선교사들을 찾아갔다. 그는 베이징에서 선교사들에게 세례성사와 견신성사를 받았고, 동시에 성체성사를 받았다.

#### 열심한 신앙생활
바티칸의 기록에 따르면, 조신철은 조선으로 돌아온 후부터 교회를 위해 매우 열심히 일했다고 한다. 그는 겸손했고, 친절했으며 관대했다. 그는 다른 사람들에게 모범이 되었고, 많은 사람들이 천주교로 개종하는데 일조했다. 그는 가난한 교우들을 도와줬으며, 비신자 열 명 이상을 입교시켰다. 그 후 조신철은 교우 최창흡 베드로의 딸 최영이 바르바라와 결혼했고 베이징을 왕래하며 일을 계속했다. 그러면서 그는 1833년에는 유방제 신부를 1836년에는 모방 신부, 1837년에는 샤스탕 신부와 앵베르 주교를 입국시키는 일에 동참했다. 조신철은 입국한 선교사들을 도왔는데, 특히 모방 신부와 선교 방문에 동행하며 그의 조수로서 때때로 통역사로서 봉사했다.

### 순교의 결심
조신철은 십자가의 길을 따라가기를 원한다고 말하곤 했다. 1839년 봄, 그가 베이징에서 돌아오던 중에, 꿈에서 타보르 산에서 사도 베드로와 바오로 사이에 있는 예수를 보았다. 그는 그에게 순교의 영관을 내리겠다는 예수의 약속을 들었다. 조신철은 그와 유사한 꿈을 몇 번을 더 꾸었다. 그가 집으로 돌아왔을 때, 그 꿈은 주로부터의 암시임을 깨닫고, 순교자가 되기로 결심했다.

### 체포와 고문
그해 기해년에 박해가 일어나자, 그는 처가로 피신했는데, 그가 집 밖에 나가 있는 동안에, 포도대가 그의 가족들과 아이들을 포함하여 그의 집에 있는 모든 사람들을 체포했다. 그는 집으로 돌아와서는 바로 포도청으로 향했고 포졸에게 자신이 바로 방금 사람들이 체포됐던 집의 주인이라고 말하며 자수했다. 따라서 조신철도 체포되어 감옥에 수감되었다.
포도대는 조신철의 집에서 그가 베이징에서 가져온 천주교 서적과 묵주, 성물 등과 같은 많은 종교 물품을 발견했다. 포도대장은 조신철에게 그 모든 종교 물품들이 어디서 났냐고 물었다. 조신철은 그것들이 베이징에 있을 때 구매한 것이라고 말했다. 그러나 그는 그것들을 누구한테서 샀는지는 결코 말하지 않았다. 그러므로, 포장은 그의 팔과 다리에 주뢰를 틀었고 그를 공중에 매달아서 매질을 가했다.
앵베로 주교가 체포된 뒤, 조신철은 더 혹독하게 고문을 받았고 다른 두 선교사 모방 모방과 샤스탕 신부가 있는 곳들을 누설하기를 강요받았다. 포장은 앵베르 주교도 데려와 그들에게 같이 물었다. 조신철은 주뢰형을 받았고 밧줄에 묶인 채 모서리가 날카로운 몽둥이로 정강이를 얻어맞았다. 그러나 조신철은 침묵을 유지했다. 포장이 말했다. "네 몸은 마치 나무토막이나 쇳조각 같구나." 모방 신부와 샤스탕 신부가 체포된 후, 그는 그 선교사들과 함께 형조로 이송되었다. 그는 그곳에서 세 차례를 더 매질 당했다.

### 순교
조신철은 사형장으로 압송되기 직전에, 그의 가족에게 자신을 따라 천국으로 따라오라고 말해달라는 전언을 형졸들 중 한명에게 남겼다.
조신철은 1839년 9월 26일에 서소문 밖에서 여덟 명의 교우와 함께 참수되었다. 그렇게 그가 순교의 영관을 쓰던 때의 나이 45세였다.

## 시복 · 시성
조신철 가롤로는 1925년 7월 5일에 로마 성 베드로 광장에서 교황 비오 11세가 집전한 79위 시복식을 통해 복자 품에 올랐고, 1984년 5월 6일에 서울특별시 여의도에서 한국 천주교 창립 200주년을 기념하여 방한한 교황 요한 바오로 2세가 집전한 미사 중에 이뤄진 103위 시성식을 통해 성인 품에 올랐다.

## 참고 문헌
- 가톨릭 사전: 조신철
- (영어) Catholic Bishop's Conference Of Korea. 103 Martryr Saints: 조신철 가롤로 Carolus Cho Shin-chol 보관됨 2014-10-19 - 웨이백 머신